# Clubiona excisa
Clubiona excisa är en spindelart som beskrevs av Octavius Pickard-Cambridge 1898. 
Clubiona excisa ingår i släktet Clubiona och familjen säckspindlar. Inga underarter finns listade i Catalogue of Life.